# جون مارستون (ضابط)
جون مارستون (بالإنجليزية: John Marston)‏ هو ضابط أمريكي، ولد في 12 يونيو 1795 في بوسطن في الولايات المتحدة، وتوفي في 7 أبريل 1885 في فيلادلفيا في الولايات المتحدة.